# 羽鳥長四郎
羽鳥 長四郎（はとり ちょうしろう、1892年（明治25年）6月26日 - 1947年（昭和22年）1月21日）は、大日本帝国陸軍軍人。最終階級は陸軍少将。功四級。

## 経歴
1892年（明治25年）に群馬県で生まれた。陸軍士官学校第26期卒業。1940年（昭和15年）5月12日に陸軍経理学校生徒隊長に就任し、8月1日に陸軍歩兵大佐に進級した。1941年（昭和16年）3月1日に歩兵第85連隊長（第13軍・第22師団・第22歩兵団）に転じ、日中戦争に出動。杭州を根拠地として浙東作戦、皖浙作戦などに参加した。同年6月10日に留守近衛師団司令部附を経て、1942年（昭和17年）8月に歩兵第101連隊長（第13軍・第61師団）に就任し、南京に駐屯し同地の警備に当たった。
1945年（昭和20年）2月20日に歩兵第100旅団長（支那派遣軍・第6軍・第133師団）に就任し、3月1日に陸軍少将に進級し、終戦時は杭州に位置した。